# 間慎太郎
間 慎太郎（はざま しんたろう、1981年3月27日 - ）は、日本のシンガーソングライター。お笑いタレント間寛平の長男。よしもとミュージック所属。
大阪府大阪市出身で、兵庫県宝塚市育ち。兵庫県立宝塚高等学校（在学中は野球部員）、東海大学卒業。

## 来歴・人物
1985年に「吉本コメディ」のゲスト出演者として初めて舞台を踏む。父・寛平ら家族と共にバラエティー番組に出演。また、CMにも出演した。
中学・高校・大学時代は学業を優先するため、芸能活動を休止していたが、2004年にシンガーソングライターとしてデビューを果たす。ライブではバンドスタイルから弾き語りまでこなす。また2009年9月から2011年8月までの16回にわたって、トーク&ライブを主体とした自主企画イベント「はざまんち」を毎月末土曜日に渋谷HOMEで行っており、連続で動員記録を更新していた。
バラエティ番組にもしばしば出演している。近年はおかっぱに近いボサボサ頭をしていることから若い頃の父・寛平に瓜二つと言われることもしばしばである。
お笑いコンビ・ライセンスと仲が良く、藤原一裕の野球チーム「のりのりのりをーズ」の一員。またミニアルバム「Lucky Now」収録のボーナストラック「サイン〜翼のはえたボク〜」では、ライセンスがゲストボーカルとして参加している。
2018年にNetflixで配信されたドラマ『Jimmy〜アホみたいなホンマの話〜』に出演。若き日の父・寛平を演じた。

## ディスコグラフィー

### シングル
| 発売日         | タイトル             | レーベル          |
| -------------- | -------------------- | ----------------- |
| 2006年10月25日 | 淋しん坊の絵描きさん | YOSHIMOTO R and C |
| 2008年1月24日  | マスターピース       | YOSHIMOTO R and C |
| 2016年5月3日   | ロマンチックな男     | YOSHIMOTO R and C |
| 2016年5月25日  | 人生、スパイスと共に | YOSHIMOTO R and C |
| 2019年10月10日 | ふたつの手と手       | Showtitle         |
| 2020年4月15日  | そしてここから       | Showtitle         |
| 2021年2月24日  | オッケー!            | Showtitle         |
| 2021年11月23日 | マイライフ           | Showtitle         |
| 2022年9月7日   | クラッシュ!          | Showtitle         |
| 2023年11月23日 | ロックンロール       | (自主レーベル)    |

### ミニアルバム
|     | 発売日         | タイトル           | 規格品番   | 収録曲 | 備考                         |
| --- | -------------- | ------------------ | ---------- | --- | ---------------------------- |
| 1st | 2004年11月19日 | ラブレター         |            | 1. 手紙 2. 君のために 3. ONE DAY 4. あの日の少年 5. 新しい夜明け | ライブ会場・ウェブ限定販売   |
| 2nd | 2005年11月23日 | BOURBON STREET     | YRCI-70006 | 1. 約束記念日 2. 世界で3番目に幸せになってくれよ 3. 秋が好きなのに 4. カレンダー 5. ニーナの唄声 6. 君のために 7. ジョーカー 8. 金沢ブランコ 全曲作詞・作曲：間慎太郎、編曲：間慎太郎・弥吉淳二                                                     | R and C                      |
| 3rd | 2013年7月10日  | Lucky Now          | YRCU-95502 | 1. Lucky Now [5:10] 2. 逢いたい [4:33] 3. 永遠歌 [4:51] 4. 降っても晴れても [4:28] 5. Bounus Track:サイン〜翼のはえたボク〜 [3:25] | よしもとアール・アンド・シー |
| 4th | 2016年5月3日   | この胸のざわつきを | YRCU-95502 | 1. エンドロール [3:17] 2. あふれだす [3:55] 3. ダミー [2:57] 4. ひとつだけ [5:08] 5. キンモクセイ [3:48] 6. ロマンチックな男 [3:37] 7. この胸のざわつきって… [1:44] 8. 五月になれば [4:26] 全曲作詞作曲:間慎太郎                                    | よしもとアール・アンド・シー |
| 5th | 2019年2月6日   | 人生ゲーム         | YRCE-95001 | 1. 届け 2. やってやれ 3. いちにのさんし 4. 何故 5. 逢いたい 6. 罪な男(やつ) 7. そんな夜を越えて 8. 虹かかる | Showtitle                    |
| 6th | 2019年12月11日 | RINGO              | YRCE-95002 | 1. リンゴかじるだけ王子 2. ボクの声がもっと大きかったなら 3. ふたつの手と手 4. あっちゅう間 5. 100年先もキミが照らす 6. Cry Night 7. 夜道 8. 愛嬌、愛嬌、ご愛嬌                                                                                     | Showtitle                    |
| 7th | 2021年12月8日  | いつでも夢を       |            | 1. マイライフ 2. ONE DAY 3. オッケー! (Acoustic version) 4. I Know 5. Between Love 6. World is Mine (徳俵誠司 from 大阪環状線 大正駅編 愛のエイサー プロポーズ大作戦) 7. いつでも夢を (thanks to 大阪環状線 大正駅編 愛のエイサー プロポーズ大作戦) | Showtitle                    |
| 8th | 2023年4月22日  | RUN                |            | 1. RUN 2. TOMORROW 3. ふたりのウィークデイ 4. クラッシュ! 5. 輝く未来を思い浮かべて | 自主レーベル                 |

### 参加作品
| 発売日         | タイトル                                                       | 規格品番   |
| -------------- | -------------------------------------------------------------- | ---------- |
| 2012年12月19日 | オカンと、オトンと、芸人と。 presented by ガリゲル             | YRBN-90488 |
| 2013年12月04日 | かんぺいのとんがれ!!先っちょマンのテーマ / 間慎太郎&monica♪    | YRCU-90506 |
| 2017年12月20日 | やぁ〜（三宅伸治トリビュート・アルバム『ソングライター』収録） | TKCA-74606 |

### 楽曲提供
- 山田樹里亜&長谷川あかり、笠原拓巳『ほんとはあの娘が好きなのに…』（NHK教育「天才てれびくんMAX」エンディング、作詞）[2]

## ミュージックビデオ
| 監督 | 曲名 |
| 不明 | 「サイン〜翼のはえたボク〜」「ユーガッタ～夏の日は続いてゆく～」「カラフルピース」「遥か」「I LIKE YOU」 |

## 主なライブ

### はざまんち
1. はざまんちvol.1（2009年9月19日）
ゲスト：本名陽子、橋本圭亮（MYUSIN）、マスダヒロユキ（ルート33）、伊知地真理子（パンプキンズ）
2. はざまんちvol.2（2009年10月24日）
ゲスト：木根尚登、竹森巧（アップダウン）、伊知地真理子
3. はざまんちスペシャルライブ〜帰ってきたニューギターヒーローズ!!〜（2009年11月28日）
ゲスト：山田武郎（イナズマ戦隊）、マスダヒロユキ
4. はざまんちvol.4（2009年12月19日）
ゲスト：城戸けんじろ、マスダヒロユキ、伊知地真理子
5. はざまんちvol.5〜あの曲! この曲! 紅白歌合戦!!〜（2010年1月30日）
ゲスト：さぁさ、マスダヒロユキ、伊知地真理子
6. はざまんちvol.6〜虫歯には注意!!〜（2010年2月27日）
ゲスト：工藤慎太郎、オオゼキタク、伊知地真理子
7. はざまんちvol.7〜第29回お誕生日会〜（2010年3月27日）
ゲスト：山田武郎（イナズマ戦隊）
8. はざまんちVol.8〜諸君!! 友だちはできたか!?〜（2010年4月24日）
ゲスト：502とさり（O.S.D.）、ビリケン
9. はざまんちvol.9〜よっ!! 応援団長!!〜（2010年5月29日）
ゲスト：城戸けんじろ
10. はざまんち vol.10〜あっ、登場時に曲を使わせてもらってます!!〜（2010年6月26日）
ゲスト：矢野絢子、K.K.
11. はざまんちvol.11〜キャシャなシンタロッカーだから〜（2010年9月25日）
ゲスト：2丁拳銃
12. はざまんちvol.12〜マジっす〜（2010年11月27日）
ゲスト：山口智充、ビリケン
13. はざまんちvol.13〜2人で何すんの?〜（2011年1月29日）
ゲスト：間寛平
14. はざまんちvol.14〜ジェントルマンの夜明け〜（2011年4月30日）
出演：山田武郎（イナズマ戦隊）、吹野ヒロノリ
15. はざまんちvol.15〜ひとあしお先に"グッドモーニング・ジェントルマン"大会!!めざせ大会新記録!!〜（2011年5月28日）
16. はざまんち vol.16（2011年8月27日）
出演：美元智衣

## 主な出演作品

### 舞台
- 吉本百年物語 深夜のキラ星〜スター誕生〜（2012年11月） - 河村静也 役
- 吉本百年物語 アンチ吉本・お笑いレボリューション（2013年2月） - 浜田雅功 役
- 囚われのパルマ -失われた記憶-（2019年6月） - 八木沼剛志 役

### テレビドラマ
- 金田一少年の事件簿N（neo） 最終話（2014年9月20日、日本テレビ） - ホテルマン 役
- いつかこの雨がやむ日まで（2018年8月4日 -、東海テレビ） - 谷川幸一郎 役

### ウェブドラマ
- Jimmy〜アホみたいなホンマの話〜（2018年7月、Netflix） - 間寛平 役

### CM
- ACジャパン「2015年度大阪地域キャンペーン『災害を考える・間寛平さん親子の忘災会議』」（2015年7月 - ） - ※間寛平と親子共演

### ラジオ
- たとえばこんな立ちばなし（2018年7月2日 - 、YES-fm） - 毎週月曜日公開生放送[3]
- 真夜中のグッドプレイリスト（FMヨコハマ） - DJ
  - （2019年7月1日 - 2020年1月27日） - 月曜26:30 - 27:00[4]
  - （2020年2月6日 - ） - 木曜25:30 - 26:00
- KOBEからパッと！（2020年4月7日 - 、FM MOOV） - DJ[5]